# Piet Pieterszoon Hein
Piet Pieterszoon Hein (25. november 1577 – 18. juni 1629) var en hollandsk søofficer og folkehelt.
En af hans efterkommere er den danske Piet Hein.

## Liv og gerning
Hein blev født i Delfshaven (nu en del af Rotterdam) som søn af en kaptajn, og han blev sømand, mens han stadig var teenager. Under sine første rejser blev han ramt af ekstrem bevægelsessyge. I sine tyvere blev han fanget af spanjolerne og tjente som galejslave i omkring fire år, sandsynligvis mellem 1598 og 1602, da han blev udvekslet mod spanske fanger. Mellem 1603 og 1607 kom han igen i spansk fangenskab, da han blev fanget nær Cuba.
I 1607 sluttede han sig til det Nederlandske Ostindiske Kompagni og rejste til Asien. Derfra vendte han tilbage med rang af kaptajn på skibet "Hollandia" fem år senere. Han giftede sig med Anneke Claesdochter de Reus og bosatte sig i Rotterdam. I 1618, da han var kaptajn på skibet "Neptunus", blev både han og hans skib tvunget til at gå i Republikken Venedigs tjeneste. I 1621 forlod han sit fartøj og rejste over land til Holland. I 1622 var han for et år medlem af Rotterdams lokalforvaltning, selvom han ikke havde borgerskab i denne by; det var en af de tre borgmestre, der var kusine til hans kone, som gjorde det muligt.
I 1623 blev han viceadmiral for det nye Nederlandske Vestindiske Kompagni og sejlede til Vestindien det følgende år. I Brasilien erobrede han kortvarigt den portugisiske bosættelse Salvador og ledede personligt angrebet på byens fæstning. I august og med en lille og underbemandet flåde sejlede han til den afrikanske vestkyst og angreb en portugisisk flåde i Luandas ellers stærkt forsvarede bugt, men formåede ikke at erobre nogen skibe. Han krydsede derefter Atlanterhavet igen for at prøve at erobre handelsskibe i byen Vitória, men blev besejret af en modstand organiseret af lokalbefolkningen med hjælp fra det portugisiske garnison. Efter at have konstateret, at Salvador var blevet genvundet af en stor spansk-portugisisk flåde, rejste han hjem. Det hollandske vestindiske selskab, der var tilfreds med Heins kvaliteter som leder, indsatte ham i kommandoen for en ny eskadron i 1626. I efterfølgende angreb i 1627 på Salvador angreb han og erobrede over tredive rigt ladede portugisiske handelsskibe før han vendte tilbage til De Forenede Nederlande.